# Juicy Pink Box
Juicy Pink Box est une société américaine produisant des films pornographiques lesbiens dont la distribution est assurée par Girlfriends Films.

## Histoire
Juicy Pink Box est basée à Los Angeles et a été fondée en 2009 par Jincey Lumpkin.
Leur slogan est Lesbian Sex With Cinematic Luster (Le sexe lesbien sous un éclat cinématographique).

## Personnalités

### Actrices produites
- Annabelle Lee
- Billie Sweet
- Calico Lane
- Charlie Ninja
- Dallas Fivestar
- Delores Haze
- Dylan Ryan (en)
- Ela Darling
- Jett Bleu
- Jiz Lee
- Justine Joli
- Kara Dasha
- Keilyn
- Lily
- Madison Young
- Mia Hartt
- Miss Phoenix
- Nic Switch
- Nikki Hearts (es)
- Papi Coxxx
- Petria
- Rozen Debowe
- Ryan Keely
- Shyla Jennings
- Simone Valentino
- Sir Sterling
- Syd Blakovich
- Taliah Mac
- Theodore Shebang
- Zoe